# Ochránci a duchové českých hor

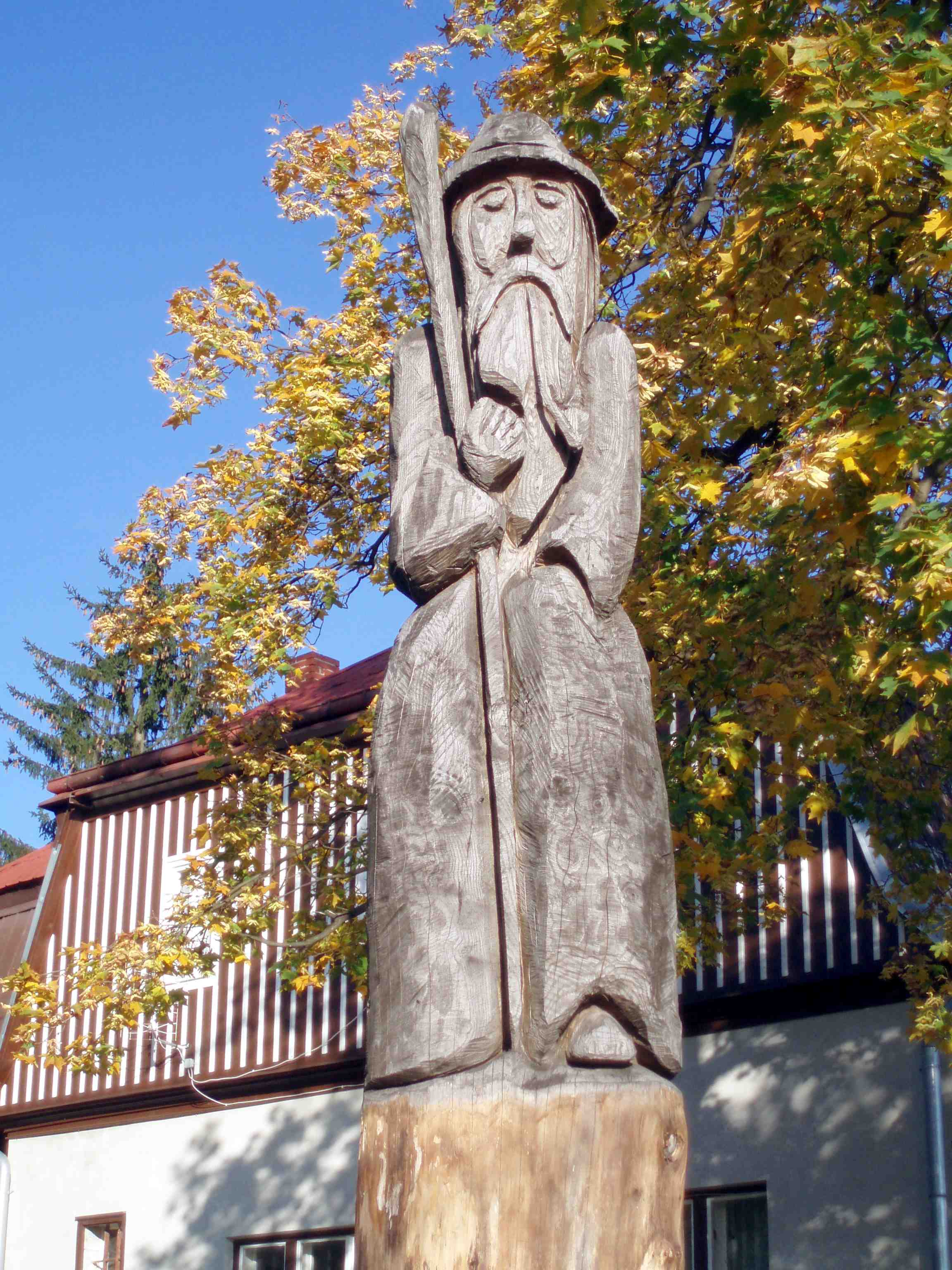
Dřevořezba Krakonoše v Příchovicích

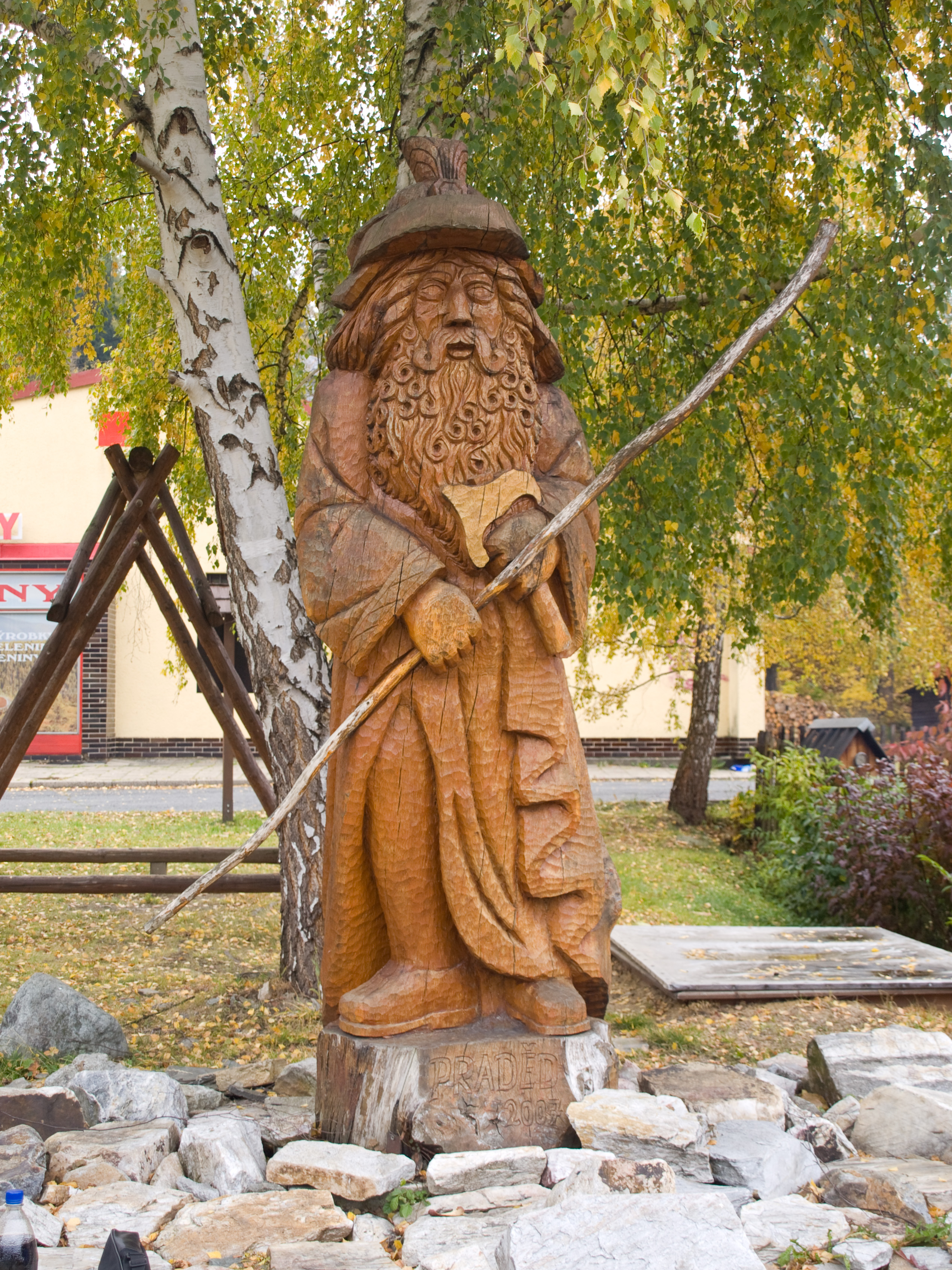
Dřevořezba Praděda v Malé Morávce

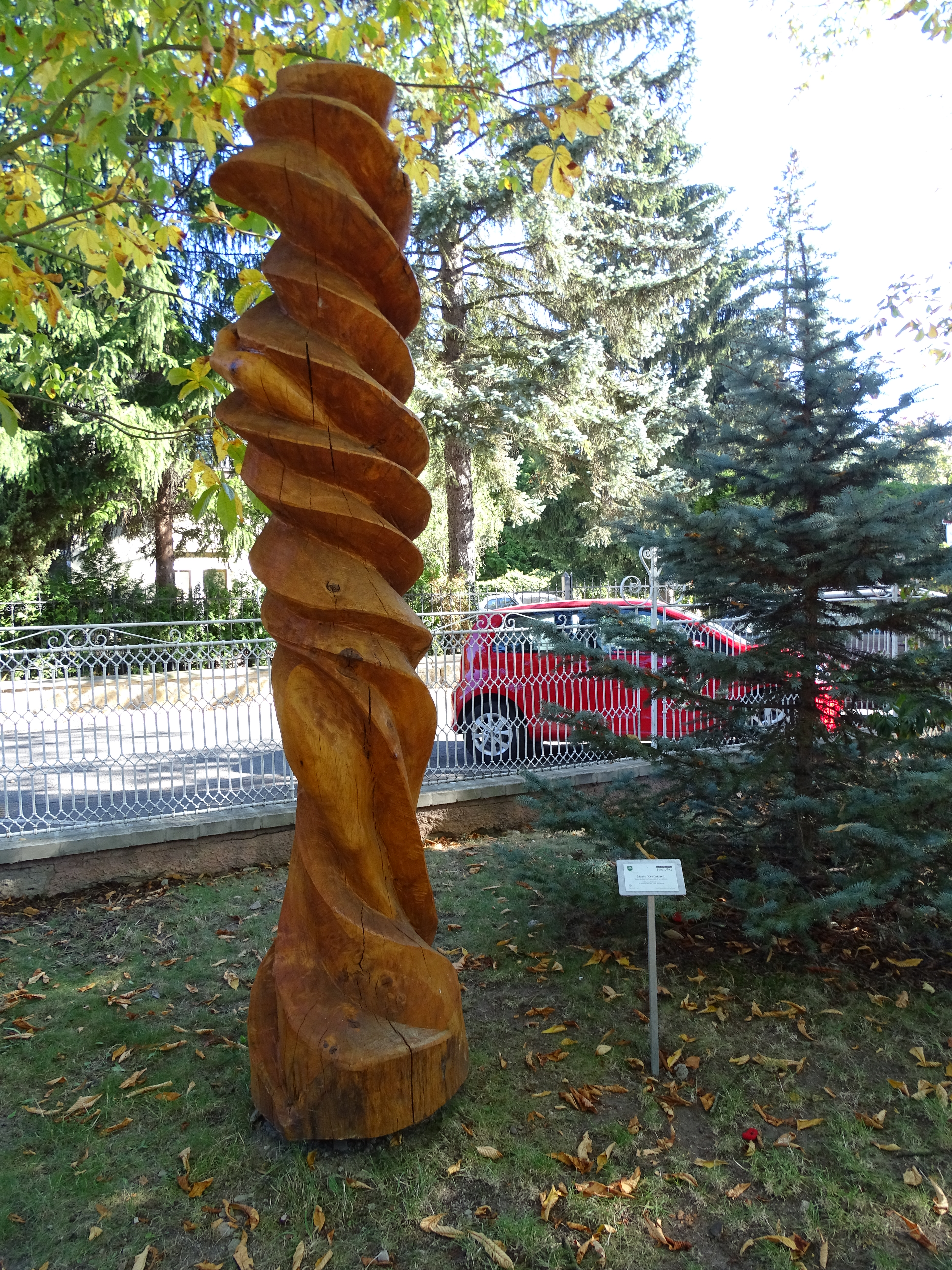
Dřevořezba dobrého ducha Jizerských hor Muhu, klánovické fórum Sochání pro Hedviku, 2014

Ochránci a duchové českých hor jsou nadpřirození strážci, kteří se dle pověstí starají o české hory.
- Beskydy – Radegast[1]
- Brdy – Fabián[1][2]
- Český les – Nikl[1]
- Český ráj – Pelíšek[1]
- Jeseníky – Praděd[1]
- Ještěd – Kuksloch neboli Ježděd[3]
- Jizerské hory – Muhu[1][4]
- Krkonoše – Krakonoš[1][5]
- Krušné hory – Marzebilla[6]
- Novohradské hory – Hejmon[1][7]
- Orlické hory – Rampušák a Kačenka[1][8]
- Slavkovský les – Kober[3]